# Macromia fulgidifrons
Macromia fulgidifrons là loài chuồn chuồn trong họ Macromiidae. Loài này được Wilson miêu tả khoa học đầu tiên năm 1998.